# Парламентские выборы в Тринидаде и Тобаго (1956)
Парламентские выборы в Тринидаде и Тобаго прошли 24 сентября 1956 года. Количество избираемых членов Законодательного совета было увеличено с 18 до 24. В результате Народное национальное движение, появившееся в 1955 году, получило большинство в 13 из 24 мест Совета. Явка составила 80,1 %.
Наиболее яркая предвыборная борьба развернулась в избирательном округе города Тунапуна, где участвовали член сборной Вест-Индии по крикету Лери Константин и диктор Радио Тринидада Суруджпат Матура, в результате которой победу одержал Константин.

## Результаты
| Партия                                                           | Голосов | %    | Мест | +/-   |
| ---------------------------------------------------------------- | ------- | ---- | ---- | ----- |
| Народное национальное движение                                   | 105 513 | 39,8 | 13   | новая |
| Народная демократическая партия                                  | 55 148  | 20,8 | 5    | новая |
| Партия местного управления граждан и рабочих Британской империи  | 104 242 | 39,4 | 2    | -4    |
| Карибская национальная лейбористская партия                      | 104 242 | 39,4 | 0    | новая |
| Карибская народная демократическая партия                        | 104 242 | 39,4 | 0    | новая |
| Партия политических групп прогресса                              | 104 242 | 39,4 | 0    | -2    |
| Прогрессивная демократическая партия                             | 104 242 | 39,4 | 0    | новая |
| Тринидадская лейбористская партия — Национальная партия развития | 104 242 | 39,4 | 2    | 0     |
| Партия независимости Вест-Индии                                  | 104 242 | 39,4 | 0    | новая |
| Независимые                                                      | 104 242 | 39,4 | 2    | -4    |
| Недействительных/пустых бюллетеней                               | 6 991   | -    | -    | -     |
| Всего                                                            | 271 534 | 100  | 24   | +6    |
| Источник: Nohlen                                                 |         |      |      |       |